# Rheumaptera infuscata
Rheumaptera infuscata là một loài bướm đêm trong họ Geometridae.